# Бредулецький заказник
Бредуле́цький зака́зник — лісовий заказник загальнодержавного значення в Україні. Розташований у Надвірнянському районі Івано-Франківської області, на південний схід від села Зелена. Під природоохоронну територію виділено ділянку лісу на правобережжі річки Зелениці, на південно-західних схилах гори Синячка  (1400 м), що в гірському масиві Горгани. 
Площа 106 га. Статус надано 1974 року. Перебуває у віданні ДП «Надвірнянське лісове господарство» (Зеленське л-во, кв. 5, вид. 1-6; 8-23; 25). 
Охороняється буково-ялицево-ялиновий ліс, серед якого на висоті 800–950 м зростає масив реліктової для Карпат сосни звичайної (30 га). Трапляються окремі дерева сосни кедрової європейської, а у трав'яному покриві — журавлина дрібноплода, які занесені до Червоної книги України, а також рідкісна для Карпат росичка круглолиста та інші. Ліси заказника мають важливе ґрунтозахисне та водорегулююче значення.

## Історія
Лісовий масив майбутнього заказника ще до заповідання був відведений під рубку, на чому наполягав навіть місцевий райком КПРС. Завдяки клопотанням старшого лісничого Надвірнянського лісгоспу Юркевича Юрія Володимировича реліктові сосни з давніх геологічних епох були врятовані.